# Buljesovce
Buljesovce (cyr. Буљесовце) – wieś w Serbii, w okręgu pczyńskim, w mieście Vranje. W 2011 roku liczyła 59 mieszkańców.